# Dometorina tuberculata
Dometorina tuberculata är en kvalsterart som beskrevs av Aoki 1984. Dometorina tuberculata ingår i släktet Dometorina och familjen Hemileiidae. Inga underarter finns listade i Catalogue of Life.